# Love (Inna)
Love is de derde single van de Roemeense zangeres Inna.
Op 12 maart 2010 kwam dit nummer uit. In week 11 van 2010 riep 538 Love uit tot Radio 538 Dancesmash. De videoclip was al een dik jaar oud. Dit komt doordat het nummer al veel eerder verschenen was in Roemenië en Oost-Europa.

## Hitnotering
| "Love" in de Nederlandse Top 40 - binnen: 27-03-2010 | "Love" in de Nederlandse Top 40 - binnen: 27-03-2010 | "Love" in de Nederlandse Top 40 - binnen: 27-03-2010 | "Love" in de Nederlandse Top 40 - binnen: 27-03-2010 | "Love" in de Nederlandse Top 40 - binnen: 27-03-2010 | "Love" in de Nederlandse Top 40 - binnen: 27-03-2010 | "Love" in de Nederlandse Top 40 - binnen: 27-03-2010 | "Love" in de Nederlandse Top 40 - binnen: 27-03-2010 | "Love" in de Nederlandse Top 40 - binnen: 27-03-2010 | "Love" in de Nederlandse Top 40 - binnen: 27-03-2010 | "Love" in de Nederlandse Top 40 - binnen: 27-03-2010 | "Love" in de Nederlandse Top 40 - binnen: 27-03-2010 | "Love" in de Nederlandse Top 40 - binnen: 27-03-2010 |
| Week                                                 | 1                                                    | 2                                                    | 3                                                    | 4                                                    | 5                                                    | 6                                                    | 7                                                    | 8                                                    | 9                                                    | 10                                                   | 11                                                   |                                                      |
| ---------------------------------------------------- | ---------------------------------------------------- | ---------------------------------------------------- | ---------------------------------------------------- | ---------------------------------------------------- | ---------------------------------------------------- | ---------------------------------------------------- | ---------------------------------------------------- | ---------------------------------------------------- | ---------------------------------------------------- | ---------------------------------------------------- | ---------------------------------------------------- | ---------------------------------------------------- |
| Nummer                                               | 27                                                   | 22                                                   | 19                                                   | 12                                                   | 15                                                   | 15                                                   | 15                                                   | 20                                                   | 26                                                   | 26                                                   | 37                                                   | uit                                                  |

| "Love" in de Nederlandse Single Top 100 Binnen: 20-03-2010 | "Love" in de Nederlandse Single Top 100 Binnen: 20-03-2010 | "Love" in de Nederlandse Single Top 100 Binnen: 20-03-2010 | "Love" in de Nederlandse Single Top 100 Binnen: 20-03-2010 | "Love" in de Nederlandse Single Top 100 Binnen: 20-03-2010 | "Love" in de Nederlandse Single Top 100 Binnen: 20-03-2010 | "Love" in de Nederlandse Single Top 100 Binnen: 20-03-2010 | "Love" in de Nederlandse Single Top 100 Binnen: 20-03-2010 | "Love" in de Nederlandse Single Top 100 Binnen: 20-03-2010 | "Love" in de Nederlandse Single Top 100 Binnen: 20-03-2010 | "Love" in de Nederlandse Single Top 100 Binnen: 20-03-2010 | "Love" in de Nederlandse Single Top 100 Binnen: 20-03-2010 |
| Week                                                       | 1                                                          | 2                                                          | 3                                                          | 4                                                          | 5                                                          | 6                                                          | 7                                                          | 8                                                          | 9                                                          | 10                                                         |                                                            |
| ---------------------------------------------------------- | ---------------------------------------------------------- | ---------------------------------------------------------- | ---------------------------------------------------------- | ---------------------------------------------------------- | ---------------------------------------------------------- | ---------------------------------------------------------- | ---------------------------------------------------------- | ---------------------------------------------------------- | ---------------------------------------------------------- | ---------------------------------------------------------- | ---------------------------------------------------------- |
| Nummer                                                     | 82                                                         | 51                                                         | 59                                                         | 31                                                         | 54                                                         | 54                                                         | 49                                                         | 49                                                         | 78                                                         | 78                                                         | uit                                                        |